# Fagerlid
Fagerlid är en by strax norr om Kinnarumma i Kinnarumma socken, Borås kommun, Västra Götalands län. SCB avgränsade före 2015 för den södra delen av byn och grannbyn Heden en småort, Fagerlid och Heden.